# Pengampon
Pengampon is een bestuurslaag in het regentschap Jombang van de provincie Oost-Java, Indonesië. Pengampon telt 2494 inwoners (volkstelling 2010).